# Payelanza
Payelanza es una especie de rito chamánico practicado por varios pueblos indígenas de la región amazónica de Brasil. Este rito es realizado por un chamán indígena llamado payé, que posee conocimientos sobre plantas medicinales y curativas y tiene la capacidad de controlar e invocar los espíritus, que reciben el nombre de "encantados".
Si bien el payelanza es un rito propiamente indígena, algunos principios se han extendido a otras zonas de Brasil y se han mezclado con otros ritos similares como el catimbó, el babassué y la encantería.